# Mikrotron

Schema des klassischen Mikrotrons. Die Teilchenbahn geht von der Teilchenquelle (blauer Punkt) aus

Das Mikrotron ist ein Teilchenbeschleuniger-Typ für Elektronen, mit dem Energien bis zur Größenordnung 1 GeV (Giga-Elektronenvolt) erreicht werden. Seine Erfindung geht zurück auf W. Weksler.

## Klassisches Mikrotron
Das ursprüngliche Mikrotron ähnelt einem Zyklotron oder Betatron:  Es besitzt einen einzigen großen Ablenkmagneten mit homogenem Feld. Außerhalb dessen Mitte befindet sich eine Beschleunigungsstrecke (Hohlraumresonator), die mit einer Frequenz der Größenordnung 1 GHz (Gigahertz) betrieben wird. Das Magnetfeld sowie Frequenz und Amplitude der Beschleunigungsspannung sind zeitlich konstant. Die Energie der Teilchen nimmt daher bei jedem Durchlaufen der Beschleunigungsstrecke um einen gleichen Betrag zu. Dies erhöht auch den Impuls und damit die ‚magnetische Steifigkeit‘ der Teilchen, so dass die Umlaufbahn länger wird. Ist die Geschwindigkeit nicht mehr klein im Vergleich zur Lichtgeschwindigkeit, nimmt auch die Umlaufzeit zu. Trotzdem erreicht das Teilchen die Beschleunigungsstrecke immer wieder im richtigen Zeitpunkt (‚in Phase‘ mit der Hochfrequenzspannung), wenn ihm jedes Mal so viel Energie zugeführt wird, dass die Umlaufzeit um eine ganze Zahl von Perioden der Spannung anwächst. Am wirksamsten ist diese Technik offensichtlich dann, wenn nur jeweils 1 Spannungsperiode zwischen zwei aufeinander folgenden Beschleunigungen vergeht (dies kann als Fundamentalmode bezeichnet werden). Für diesen Fall kann man berechnen, dass der Energiezuwachs pro Umlauf mindestens gleich der Ruheenergie des Teilchens sein muss. Daher eignet sich das Mikrotronprinzip nur für Teilchen mit kleiner Ruheenergie wie Elektronen (oder Positronen), aber nicht für Protonen oder noch schwerere Ionen. Mit klassischen Mikrotrons sind Energien bis zu etwa 50 MeV (Megaelektronenvolt) erreicht worden.

## Rennbahnmikrotron

Schema des Rennbahnmikrotrons

Das Rennbahnmikrotron ist eine weiterentwickelte Form des Mikrotrons, benannt nach der Form ihrer Teilchenbahn. Der Magnet ist hier in zwei Hälften mit je 180 Grad Ablenkung aufgeteilt; dadurch wird Platz gewonnen, um dazwischen statt eines Einzelresonators einen ganzen Linearbeschleuniger unterzubringen (hinzu kommen zusätzliche Elektromagnete zur Fokussierung des Teilchenstrahls). Dies erlaubt einen größeren Energiegewinn pro Umlauf. Ein Beispiel für eine Rennbahnmikrotron-Anlage ist das Mainzer Mikrotron.

## Doppelseitiges Mikrotron
Das doppelseitige Mikrotron ist ein Rennbahnmikrotron, das zwei Linearbeschleuniger auf den gegenüberliegenden langen Seiten enthält. Die Ablenkung besorgen hier vier 90°-Ablenkmagnete. Dadurch wird erreicht, dass alle Umlaufbahnen in den Beschleunigungsstrukturen übereinander liegen. An den kurzen Seiten zwischen den Magneten sind die Umlaufbahnen weiterhin entsprechend ihrem Energieunterschied gegeneinander verschoben. 
Beim harmonischdoppelseitigen Mikrotron sind die Frequenzen der Beschleuniger beider Seiten nicht gleich, stehen aber in einem ganzzahligen (harmonischen) Verhältnis zueinander.

## Weiterentwicklungen des doppelseitigen Mikrotrons
Die Anzahl n der Linearbeschleuniger kann über 2 hinaus erhöht werden; die Anlage muss dann ein Ring mit 2n Ablenkmagneten sein. Das  Hexatron beispielsweise besteht aus sechs 60°-Ablenkmagneten und drei Beschleunigungsstrecken. 